# Diana Peñalver
Diana del Campo Peñalver (Siviglia, 23 settembre 1965) è un'attrice spagnola.
Ha recitato sia in teatro, nel cinema e per la televisione. Il padre, Santiago del Campo, era un pittore, autore del mosaico della facciata principale dello Stadio Ramón Sánchez-Pizjuán.

## Biografia
Diana Peñalver è nata a Siviglia il 23 settembre 1965. Formatasi nel mondo del teatro, debutta nel cinema con El Caso Almeria. Durante gli anni '80 lavora sia per il grande che per il piccolo schermo.
Diventa popolare interpretando Charo, una giovane ragazza che vive a Madrid, nella serie televisiva Las chicas de hoy en dia, all'inizio degli anni '90.
La sua notorietà valica poi i confini iberici quando veste i panni di Paquita nel film neozelandese, di genere splatstick diventato poi cult, Splatters - Gli schizzacervelli, che in spagnolo viene tradotto con la battuta più nota che recita come protagonista nella pellicola (Braindead - Tu madre se ha comido a mi perro). In seguito torna a lavorare per la televisione, dedicandosi poi al teatro.
L'ultimo film al quale ha partecipato, con un ruolo di rilievo (Perla, la madre), è il venezuelano 3 Bellezas.

## Filmografia

### Cinema
- Y del seguro... líbranos Señor!, regia di Antonio del Real (1983)
- El caso Almería, regia di Pedro Costa (1984)
- Futuro imperfecto, regia di Nino Quevedo (1985)
- Scandalo borghese (Padre nuestro), regia di Francisco Regueiro (1985)
- Extramuros, regia di Miguel Picazo (1985)
- Il tempo del silenzio (Tiempo de silencio), regia di Vicente Aranda (1986)
- L'anno delle luci (El año de las luces), regia di Fernando Trueba (1986)
- El pecador impecable, regia di Augusto Martínez Torres (1987)
- El lute, o cammina o schiatta (El lute: camina o revienta), regia di Vicente Aranda (1987)
- Mori e cristiani (Moros y cristianos), regia di Luis García Berlanga (1987)
- El juego más divertido, regia di Emilio Martínez Lázaro (1988)
- Esa cosa con plumas, regia di Óscar Ladoire (1988)
- Le cose dell'amore (Las cosas del querer), regia di Jaime Chávarri (1989)
- Splatters - Gli schizzacervelli (Braindead), regia di Peter Jackson (1992)
- Canción de cuna, regia di José Luis Garci (1994)
- A tiro limpio, regia di Jesús Mora (1996)
- Fotos, regia di Elio Quiroga (1996)
- Acosada, regia di Pedro Costa (2003)
- Beneath Still Waters - Dal profondo delle tenebre (Beneath Still Waters), regia di Brian Yuzna (2005)
- Tres días en Pedro Bernardo, regia di Daniel Andrés Sánchez (2014)
- The Nanny's Night, regia di Ignacio López (2021)

### Televisione
- Veraneantes – serie TV, 5 episodi (1985)
- Turno de oficio – serie TV, episodio 1x08 (1986)
- Clase media – serie TV, episodio 1x07 (1987)
- Vísperas – miniserie TV, 6 puntate (1987)
- Lorca, morte di un poeta (Lorca, muerte de un poeta) – serie TV, 4 episodi (1987-1988)
- El mundo de Juan Lobón – miniserie TV, 3 puntate (1989)
- Juncal – serie TV, episodi 1x01-1x06 (1989)
- El olivar de Atocha – serie TV, 6 episodi (1989)
- La mujer de tu vida – serie TV, episodio 1x01 (1990)
- Fantômes en héritage – miniserie TV (1990)
- Las chicas de hoy en día – serie TV, 26 episodi (1991-1992)
- Habitación 503 – serie TV, episodio 1x32 (1994)
- Todos a bordo, regia di Miguel Ángel Díez - film TV (1995)
- Mediterráneo – serie TV, 13 episodi (1999-2000)
- Raquel busca su sitio – serie TV, episodio 1x15 (2000)
- Hospital Central – serie TV, episodio 6x11 (2003)
- La sopa boba – serie TV, 53 episodi (2004)
- Fisica o chimica (Física o química) – serie TV, episodio 1x06 (2008)
- El comisario – serie TV, 13 episodi (2008)
- Cuéntame cómo pasó – serie TV, episodio 14x13 (2013)
- Per sempre (Amar es para siempre) – serial TV, 17 episodi (2018-2019)
- I favoriti di Mida (Los favoritos de Midas) – miniserie TV, 3 puntate (2020)
- Cristo y Rey – miniserie TV, 3 puntate (2023)
- La Suerte – serie TV, 6 episodi (2024)

## Premi
Miglior protagonista televisiva per Las chicas de hoy en día, Premio de la Unión de Actores (1991)